# SparkyLinux
SparkyLinux è una distribuzione Linux orientato all'utenza desktop e basata su Debian. Il progetto offre un sistema operativo pronto all'uso con vari ambienti desktop tra cui scegliere. SparkyLinux viene rilasciato 3-4 volte all'anno per fornire le ultime versioni di tutte le applicazioni incluse.

## Storia
Il progetto nacque nell'ottobre 2011 come remix di Ubuntu con Enlightenment quale desktop di default con il nome ue17r (Ubuntu Enlightenment17 Remix). Dopo alcuni mesi di test, il sistema di base di partenza è cambiato da Ubuntu a Debian.  stato rinominato SparkyLinux.

## Caratteristiche
SparkyLinux è disponibile in due versioni denominate rispettivamente "stabile" e "(semi-)rolling". La versione "stabile" si basa sull'ultima versione stabile di Debian mentre la "(semi-)rolling" si basa sul ramo "testing" di Debian e offre un ciclo di rilascio (semi-)rolling.
La distribuzione include una raccolta di strumenti e script per aiutare gli utenti nell'amministrazione del sistema che prende il nome di Sparky APTus .
È possibile scaricare SparkyLinux con i seguenti ambienti desktop predefiniti: LXQt (ex LXDE), MATE, Xfce e KDE. L'utente può installare ulteriori ambienti desktop tramite lo strumento Sparky APTus.
Inoltre, visto che l'immagine ISO di SparkyLinux sono presenti alcuni pacchetti proprietari, 'Sparky APTus' fornisce un piccolo strumento chiamato 'Non-Free Remover' procederà alla rimozione di tutti i pacchetti 'contrib' e 'non-free' dal sistema.
A partire dal 2023, SparkyLinux, offre il supporto per l’archiviazione persistente per le chiavette USB.  Questa funzione permette di utilizzare un sistema live SparkyLinux da disco USB e salvare il proprio lavoro e lo stato del sistema e degli eventuali pacchetti installati durante la sessione di lavoro.

## Edizioni
Oltre alla versione completa per utilizzo desktop, viene messa a disposizione l'edizione MinimalGUI per macchine con limitata disponibilità di risorse e la MinimalCLI, caratterizzata dall'assenza di un server grafico e pensata per sviluppatori e utenti evoluti. Esistono poi altre tre edizioni pensate per altrettanti scopi. La GameOver per il gaming, la Multimedia per l’editing audio e video e la Rescue per il recupero di sistemi operativi non più funzionanti.